# Peter Deppisch
Peter Andrew Deppisch (* 6. November 1970 in Attleboro, Massachusetts) ist ein ehemaliger US-amerikanisch/deutscher Basketballspieler. Der zwei Meter lange Flügelspieler stand als Profi für den TuS Herten als auch in England auf dem Feld.

## Laufbahn
Deppisch, der als Sohn eines deutschen Vaters im US-Bundesstaat Massachusetts geboren wurde, wuchs dort gemeinsam mit seinem Zwillingsbruder Paul auf. Nach seiner Universitätszeit in Rhode Island und an der Salem State University wechselte Deppisch 1994 zum deutschen Zweitligisten TuS Herten, wo er Mannschaftskollege seines Bruders war. Peter verließ den Verein nach der Saison 1994/95 und spielte in der Saison 1996/96 beim TV Langen in der zweiten Liga.
1996 wechselte er nach England, wo er ein Jahr für die Manchester Giants auflief. 1999/2000 gehörte er zur Mannschaft der London Leopards, mit der er auch zu Einsätzen im Europapokal kam, 2000/01 stand er zunächst bei den Leicester Riders, dann bei den Ealing Tornadoes unter Vertrag, die dann in der Mannschaft London United aufgingen. Dort spielte Deppisch bis 2006 in der zweithöchsten englischen Liga.
Nach der Spielerkarriere blieb er dem Basketball als Trainer treu, betreute bis 2017 die Mannschaft der englischen Brunel University und trat als Veranstalter von Camps auf. Danach wurde er beim Thames Valley Cavaliers Basketball Club tätig, war dort auch Trainer.